# 中長石
中長石（英語：Andesine）
是一種矽酸鹽礦物，屬於斜長石固溶體系列。 其化學式為(Ca, Na)(Al, Si)4O8, 其中 Ca/(Ca + Na)（% 鈣長石）在 30–50% 之間。 分子式可寫為Na0.7-0.5Ca0.3-0.5Al1.3-1.5Si2.7-2.5O8.
斜長石是一個連續的固溶體系列，其中個別成員礦物的鑒定需要詳細的光學研究、化學分析或密度測量。固溶體系列中的礦物其折射率和比重和鈣含量成正比。 
中長石的光學性質可達寶石級礦物。

### 名稱和發現
中長石于1841 年首次，在於哥倫比亞喬科省考卡省 Marmato 的 Marmato 礦被發現 .  因安第斯山脈而得名，在該地有大量安山岩熔岩。 
在 2000 年代初期，市場上有號稱“中長石”的紅色和綠色寶石銷售。 後被發現這些寶石是經過人工染色。

### 產狀
中長石是中性火成岩中常有的礦物，例如閃長岩、正長岩和安山岩等。 在麻粒岩到角閃岩相的變質岩中也有，通常具反条纹长石結構。 沉積岩中為碎屑顆粒。 它通常與石英、鉀長石、黑雲母、角閃石和磁鐵礦共生。